# Yafforth
Yafforth is een civil parish in het bestuurlijke gebied Hambleton, in het Engelse graafschap North Yorkshire met 174 inwoners.